# William Li
William Li oder Li Bin (chinesisch 李斌, Pinyin Lǐ Bīn; * 9. August 1974 in Anhui) ist ein chinesischer Geschäftsmann und Unternehmer. Er ist Gründer und CEO des Elektroautoherstellers NIO. Im Juni 2021 schätzte der Bloomberg Billionaires Index das Nettovermögen von Li auf 7,11 Milliarden US-Dollar.

## Leben und Ausbildung
Li wurde 1974 in Anhui auf einem Milchbauernhof geboren. Seit seinem 7. Lebensjahr sparten er und seine Familie Geld damit Li die Universität besuchen konnte. Li besuchte die Universität Peking, an der er einen Bachelor-Abschluss in Informatik, Soziologie und dem Nebenfach Jura erwarb.

## Karriere

### Bitauto Holdings Ltd.
Im Jahr 2000 war William Li Mitbegründer der Beijing Bitauto E-Commerce Co. Ltd. und war bis 2006 als deren Direktor und Präsident tätig. Von 2010 bis 2020 war Li Vorstandsvorsitzender von Bitauto Holdings Limited, einem ehemals an der NYSE notierten Automobilserviceunternehmen und einem führenden Automobilserviceanbieter in China. Im Jahr 2002 war Li Mitbegründer der Beijing Creative & Interactive Digital Technology Co., Ltd. und seit der Gründung des Unternehmens Vorsitzender des Verwaltungsrats und Chief Executive Officer. Darüber hinaus war William Li stellvertretender Vorsitzender der China Automobile Dealers Association (CADA) und wurde 2008 von der CADA als eine der zehn einflussreichsten und angesehensten Persönlichkeiten der chinesischen Automobilhandelsbranche der letzten 20 Jahre ausgezeichnet.

### NIO
Siehe auch: NIO (Automobilhersteller)
William Li gründete das globale Elektroautounternehmen im November 2014. Aufgrund der Umweltverschmutzung waren die chinesischen Großstädte in grauen Smog gehüllt. Daraufhin beschloss Li den Blauen Himmel zurückzubringen (Blue Sky Coming). NIO Inc. ist ein Pionier auf Chinas Markt für Premium-Elektrofahrzeuge. Mit der gemeinsamen Entwicklung, Produktion und dem Verkauf von vernetzten Fahrzeugen treibt NIO Innovationen im Bereich Konnektivität, autonomes Fahren und künstliche Intelligenz voran. Neben den Fahrzeugen bietet NIO seinen Nutzern ein breites Portfolio an Ladelösungen an.
Im Jahr 2018 ging das Unternehmen an die New Yorker Börse und Li läutete die Glocke.
Im Jahr 2021 expandierte NIO außerhalb Chinas mit dem Markteintritt in Norwegen. Außerdem kündigte das Unternehmen am NIO-Day 2021 an, dass es mit dem Verkauf von Fahrzeugen in Dänemark, Deutschland, den Niederlanden und Schweden beginnen werde. Außerdem werde die User Enterprise ein vollwertiges Ökosystem in diesen Ländern aufbauen. Darüber hinaus erklärte Li, dass NIO bis 2025 in über 25 Ländern und Regionen weltweit präsent sein wird.

## Auszeichnungen und Ehrungen
- GQ China Entrepreneur des Jahres 2017
- China Automobile Dealers Association Person des Jahres 2017[11]
- Top 10 Wirtschaftspersönlichkeiten Chinas 2017[12]
- Forbes faszinierende Newcomer bei den Transportation Awards 2020[13]